# José María Vilela
José María Vilela (Buenos Aires, 1791 - Metán, octubre de 1841) fue un militar argentino que perteneció al partido unitario.

## Comienzo de su carrera
Era un comerciante que había luchado contra las invasiones inglesas y que tenía un comercio en la zona de Las Conchas, actual partido de Tigre, cerca de Buenos Aires.
En 1820, en plena época de anarquía, organizó un cuerpo de voluntarios de caballería, los "colorados de las Conchas", con el que enfrentó a Carlos María de Alvear y José Miguel Carrera, secundando al gobernador Manuel Dorrego. Meses más tarde luchó contra Francisco Ramírez en Santa Fe, y tras la muerte de este, su regimiento pasó a Entre Ríos, a apoyar al gobernador Lucio Norberto Mansilla contra Ricardo López Jordán (padre). De regreso, participó en las campañas de Martín Rodríguez al sur de Buenos Aires, y en 1824 fue ascendido a coronel.
En 1826 se unió con su cuerpo al ejército que hizo la campaña del Brasil, y era el segundo jefe de la división al mando de Juan Lavalle en las batallas de Ombú, Bacacay, Ituzaingó y Camacuá.
Regresó a Buenos Aires en noviembre de 1828 y apoyó a Lavalle en la revolución contra Dorrego. Peleó contra las fuerzas de Juan Manuel de Rosas durante la guerra civil que siguió, participando en la batalla de Puente de Márquez. Acompañó a Lavalle en su exilio a Montevideo, aunque por un corto período pudo regresar a Las Conchas. Estaba de regreso en la Banda Oriental en 1835.

## La Coalición del Norte
Acompañó nuevamente a Lavalle en su expedición a Entre Ríos y Corrientes en 1839, y también en la invasión a Buenos Aires del año siguiente. Lavalle lo consideraba un jefe valiente y le dio algunas misiones de responsabilidad. Luchó en las batallas de Yeruá, Don Cristóbal, Sauce Grande, y en la derrota de Quebracho Herrado.
Después de esta derrota y de la retirada de Córdoba, Lavalle y Lamadrid decidieron asegurarse los flancos mientras se hacían fuertes en Tucumán. Enviaron a Mariano Acha hacia Santiago del Estero, pero este fue derrotado por la estrategia defensiva del gobernador Ibarra.
También partió una columna hacia Cuyo, al mando del coronel Vilela, con sus mejores hombres, 2000 en total, que más tarde fueron reforzados con otros 500. Su objetivo era atacar Mendoza, donde esperaba poder derrotar al general Aldao con el apoyo de una revolución liberal. En camino, se detuvo en el pueblo de San Cala, cerca de la actual San Carlos Minas, en el oeste de la provincia de Córdoba. Toda la división acampó en un gran corral formado por un cerco de palo a pique; considerando estar suficientemente seguros, y sabiendo que sus fuerzas eran numéricamente superiores a las del general Ángel Pacheco, que había partido en su persecución, las tropas descuidaron las medidas de defensa. El día 8 de enero, ya caída la noche, Pacheco llegó a las inmediaciones del campamento de Vilela, evaluó su inferioridad numérica y lanzó un ataque nocturno masivo, causando un desbande general y la completa derrota de la división unitaria: Vilela perdió 500 muertos y más de mil prisioneros, además de los dispersos que nunca logró recuperar.
Vilela escapó y alcanzó Catamarca, donde se unió al ejército de Lavalle. De regreso con su jefe a Tucumán, participó en la batalla de Famaillá, que fue una terrible derrota. Intentó huir a través de la selva tucumana en la comitiva del gobernador Marco Avellaneda, pero el jefe de su custodia los entregó al jefe enemigo, Manuel Oribe.
Después de un breve sumario dirigido por el coronel  Mariano Maza, murió degollado en octubre de 1842 en Metán, en el este de la provincia de Salta, junto a Avellaneda.